# József Albek
József Albek (* 30. Juni 1999 in Senta, Serbien) ist ein österreichischer Handballspieler.

## Karriere
Albek begann im Alter von sieben Jahren in Ada Handball zu spielen. Zwischen 2014/15 und 2015/16 lief Albek für NEKA, eine von Lajos Mocsai initiierte nationale Handballakademie, auf. 2016/17 wechselte der Rückraumspieler in die Jugend von HIB Handball Graz. In dieser Zeit nahm er an Lehrgängen und zwei Vorbereitungsspielen der U20-Nationalmannschaft von Ungarn teil. Seit 2017/18 läuft er für die HSG Graz in der Handball Liga Austria auf. Seit Frühjahr 2024 besitzt er auch die österreichische Staatsbürgerschaft. 2025 stand ein Wechsel von Albek zum HSC Kreuzlingen im Raum, aufgrund finanzieller Schwierigkeiten kam der Transfer aber nicht zustande. Stattdessen wird er der Saison 2025/26 für Athinaikos Handball auflaufen.
Im November 2024 debütierte Albek für die österreichische Männer-Handballnationalmannschaft.
Bei der Weltmeisterschaft 2025 blieb er in sechs Spielen ohne Treffer und belegte mit der Auswahl den 17. Platz.

## Familie
Seine Schwester Anna Albek ist ebenfalls Handballspielerin und ist aktuell für Mosonmagyaróvári KC SE aktiv.